# 840年代
| 千纪： | 1千纪                                                                                  |
| 世纪： | 8世纪 \| 9世纪 \| 10世纪                                                               |
| 年代： | 810年代 \| 820年代 \| 830年代 \| 840年代 \| 850年代 \| 860年代 \| 870年代              |
| 年份： | 840年 \| 841年 \| 842年 \| 843年 \| 844年 \| 845年 \| 846年 \| 847年 \| 848年 \| 849年 |

## 大事记
- 840年，唐文宗李昂卒，宦官仇士良等殺太子李成美，立潁王李炎，是為唐武宗。黠戛斯部落大破回鶻，回鶻潰散。
- 840年，查理曼帝國皇帝虔诚者路易卒，長子洛泰尔嗣位。次子路易、幼子查理爭位，攻戰不止。
- 841年，阿拉伯帝國封留巴格達的突厥將領為「蘇丹」。
- 842年，吐蕃洛門川討擊使論恐熱叛。
- 843年，昭義節度使劉從諫卒，侄劉稹繼任節度使。回鶻烏介可汗侵振武，麟州刺史石雄引兵擊破烏介可汗，迎太和公主歸國。
- 843年，洛泰尔、路易、查理議和，訂凡爾登條約，分割查理曼帝國為三：洛泰尔據帝國中部（今義大利），仍稱帝國皇帝，唯史稱洛泰尔王國。路易據帝國東部（今德國），稱東法蘭克王國。查理據帝國西部，稱西法蘭克王國。
- 844年，唐朝平定昭義劉稹。
- 845年，唐武宗灭佛，僅長安、洛陽各留兩寺，節度使治所及同州、華州、商州、汝州等州各留一寺，寺僧不得過二十人。
- 846年，唐武宗李炎卒，宦官密於宮中定策，迎立光王李忱，是為唐宣宗。
- 848年，教皇良四世築羅馬城。
- 849年，吐蕃內亂，秦州、原州、威州三州降唐。

## 逝世
- 額我略四世
- 12月7日有智子內親王──日本嵯峨天皇第八皇女，首代賀茂齋院，享年41歲（806-847）。